# Vår beste dag (пісня Маріт Ларсен)
«Vår beste dag» (укр. Наш найкращий день) – сингл норвезької співачки Маріт Ларсен, кавер-версія на оригінальну композицію Erik Bye. Пісня стартувала в норвезькому чарті на 11 сходинці, а покинула його будучи на 13 місці, загалом пробувши в чарті п'ять тижнів.

## Відгуки
Норвезький сайт Scandipop.co.uk написав:
|  | Це по-справжньому красивий запис, враховуючи трепетний і крихкий ніжний вокал Маріт. Пісня атмосферна, її слухаєш із захопленням. Вона дійсно змусить вас зупинитися і трохи подумати. І нам подобається чути, як Маріт співає на рідній норвезькій мові. |

## Живі виступи
31 травня 2012 року Марі Ларсен виконала пісню «Vår beste dag» на 75-ліття короля та королеви Норвегії в Норвезькій національній опері.

## Позиції в чартах
| Чарт                    | Найвища позиція |
| ----------------------- | --------------- |
| Норвезький чарт синглів | 1               |